# 포르투갈 식민지 전쟁
포르투갈 식민지 전쟁(포르투갈어: Guerra Colonial Portuguesa)은 1961년에서 1974년까지 포르투갈과 포르투갈의 아프리카 식민지 독립 세력 간에 벌어진 전쟁이다. 포르투갈에서는 해외전쟁(포르투갈어: Guerra do Ultramar), 옛 식민지 국가에서는 해방전쟁(포르투갈어: Guerra de Libertação)이라고도 부른다. 넓은 의미에서는 인도의 고아 합병도 이 전쟁에 포함된다.
다른 유럽 국가들과 달리, 1950년대와 1960년대 동안 포르투갈의 이스타두 노부 정권은 아프리카 식민지에서 철수하지 않았으며, 1951년부터 그 지역들을 공식적으로 프로빈시아 우트라마리누(Províncias Ultramarinas)라고 불렀다. 1960년대 동안 다양한 무장 독립 단체들이 활동을 시작했는데, 앙골라에서 앙골라 해방인민운동, 앙골라 민족해방전선, 앙골라 완전독립 민족동맹, 포르투갈령 기니에서 기니비사우-카보베르데 아프리카 독립당, 그리고 모잠비크에서 모잠비크 해방전선이 이러한 독립운동 단체였다. 포르투갈 식민지 전쟁 기간 동안 포르투갈군과 독립운동 단체들 모두가 잔학 행위를 저질렀다.
이 기간 동안 포르투갈은 일부 서방 국가들을 포함한 국제 사회로부터 전쟁에 대한 반대와 무기 금수 조치 및 기타 제재를 간헐적 또는 지속적으로 받았다. 포르투갈령 아프리카의 반식민지 게릴라와 독립 단체들은 소련을 주도로 공산권으로부터 자금과 무기를 지원받았고 군사 훈련과 외교적 로비를 받았다.  1973년까지 포르투갈 식민지 전쟁은 포르투갈 내에서 길어지는 시간과 지나친 비용으로 인해 점점 더 인기가 없어졌으며, 다른 유엔 회원국들과의 외교 관계 악화로 인해 에스타도 노부 정권은 더욱 고립되었다.
포르투갈 식민지 전쟁은 1974년 4월 25일 포르투갈 본토에서 발생한 군사 쿠데타인 카네이션 혁명으로 끝이 났다. 이 전쟁의 결과 수십만 명의 포르투갈 시민들과 유럽계, 아프리카계 또는 혼혈인 포르투갈 군인이 옛 포르투갈 식민지와 새로 독립한 아프리카 국가들에서 추방되었다. 포르투갈 주민들의 이주는 세계 역사상 가장 평화로운 강제 이주 중 하나로 간주되지만, 대부분의 이주자들은 빈곤한 난민으로서 포르투갈 영토를 떠났다.
독립 후 포르투갈의 옛 식민지에서는 심각한 사회 문제가 대두했다. 앙골라와 모잠비크에서는 수십 년 동안 지속된 파괴적인 내전이 발생하여 수백만 명의 목숨을 앗아갔고 많은 난민이 발생했다. 앙골라와 모잠비크는 독립 후 계획 경제를 수립했으나 비효율적인 사법 체계와 관료제, 부패, 빈곤과 실업 등의 문제에 시달렸다. 독립한 새 정부는 포르투갈 통치 시기, 그 중에서도 식민지 전쟁 기간 동안 존재했던 수준의 사회 질서와 경제 발전을 목표로 삼게 되었다.
1974년 전쟁이 끝난 이후 포르투갈은 민주정을 수립했다. 그러나 전쟁 이후 옛 아프리카 식민지에서 귀환하는 포르투갈인들을 사회에 다시 정착시키는 문제, 그리고 전쟁 기간 동안 썼던 비용에 대한 재정 건전성 문제로 포르투갈은 수십 년 동안 경제 침체를 겪어야 했다. 1974년 9월 7일 새 포르투갈 정부는 모잠비크 해방전선과 루사카 협정을 체결해 모잠비크의 독립을 보장했고, 1975년 1월 14일 포르투갈 정부와 앙골라 정부는 알보르 협정을 체결했지만 내전의 불씨를 남겼다.

## 배경

### 식민지 건설
서유럽 이베리아 반도에 위치한 나라 포르투갈은 유럽에서 최초로 동서양 해양 교역로를 개척하면서 남아메리카의 브라질, 아프리카의 기니비사우와 앙골라, 모잠비크, 중국의 마카오, 인도의 고아, 다만, 디우 등 세계 각지에 식민지들을 건설하였고 식민지에서 착취한 지하자원과 농산물로 국가의 부를 축적하였다. 그러나 1822년 최대 식민지였던 브라질이 포르투갈로부터 독립하면서 포르투갈의 국력은 쇠퇴하기 시작했다. 포르투갈은 나머지 식민지들에 대한 지배를 더욱 강화하였으나 20세기에 들어서면서 식민지 착취를 중심으로 했던 포르투갈의 국가 경제 기반은 급격히 악화되었다.

### 탈식민지화
1945년 제2차 세계대전이 끝나면서 프랑스와 영국 등 유럽 국가들의 지배를 받고 있던 해외 식민지들이 주권국가들로 독립하는 탈식민지화 현상이 대두되었다. 그러나 1960년대에서 70년대 사이 식민지들의 독립을 인정한 영국이나 프랑스 등 다른 유럽 국가들과 달리, 포르투갈의 이스타두 노부(Estado Novo, 포르투갈 제2공화국) 정권은 점유하고 있는 해외 식민지들의 독립을 허용하지 않았고 식민지 착취와 수입을 통한 전근대적인 경제구조를 타파하지 못했다.

### 해방운동 고조
그러나 1960년대에 접어들면서 영국, 프랑스 등 서유럽 국가들의 식민지 지배를 받고 있던 수많은 아프리카 국가들이 하나 둘씩 독립하기 시작했다. 이에 따라 앙골라와 기니비사우, 모잠비크 등 포르투갈의 지배를 받고 있던 아프리카 식민지에서도 앙골라해방인민운동, 앙골라해방민족전선, 앙골라완전독립민족동맹, 기니비사우-카보베르데 아프리카 독립당, 모잠비크 해방전선 등 여러 반식민주의 정치 조직들이 속속 대두하였고, 이들의 독립 운동이 고조되었다. 그러나 당시 포르투갈 이스타두 노부 정권은 이러한 식민지 내 반식민주의 정치 조직들과 독립 운동을 군대와 경찰을 동원해 무력으로 탄압하였다.

### 저항의 시작
포르투갈의 탄압에도 불구하고 1961년과 1963년, 1964년에 반식민주의 조직들이 주도하는 크고 작은 무장 반란과 폭동들이 앙골라와 기니비사우, 모잠비크 등 식민지 곳곳에서 벌어졌다. 이러한 식민지의 반란이 끓임없이 이어지자, 포르투갈의 살라자르 총리는 식민지에서 일어나는 반란들을 진압하기 위해 수많은 군 병력을 식민지에 파견하였고 결국 포르투갈의 아프리카 식민지들은 사실상 전쟁 상태에 빠졌다.

### 전세

#### 초기
초기 전세는 포르투갈군에게 매우 유리하게 전개되었다.영국이나 프랑스, 독일 등 아프리카에서 식민지들을 경영해온 다른 서유럽 국가들과 달리 포르투갈은 아프리카에서 식민지를 오랫동안 경영해오는 등 식민지 지역에 철저한 기반들을 구축해놓은 상태였는데다 막대한 양의 국가예산을 전쟁 비용으로 쏟아부으며, 식민지에서 일어나는 반란들을 강력하게 진압했다. 그러나 식민지 반란 저항군들도 게릴라 전 등으로 완강하게 저항하면서 초기 식민지 반란 진압에서 시작했던 전쟁의 양상은 사실상 장기전으로 흘러가기 시작했고 전쟁 과정에서 포르투갈군과 식민지 반군 모두 수많은 사상자들이 속출했다.

#### 지원
게다가 아파르트헤이트라는 극단적인 흑인 인종차별 정책으로 국민 다수의 아프리카 흑인들을 억누르고 소수의 백인들이 통치하던 남아프리카 공화국이 아프리카 지역에서 백인 통치를 고착화하려는 계산 아래 포르투갈을 지원하고 소련과 중국, 쿠바, 유고슬라비아, 불가리아, 알제리, 탄자니아, 잠비아, 기니, 세네갈, 콩고, 리비아, 자이르, 튀니지 등 공산권 국가들과 아프리카의 여러 국가들이 앙골라, 모잠비크, 기니비사우등 포르투갈령 아프리카 식민지 반군들을 지원하면서 이 전쟁은 사실상 국제 대리전의 양상을 보였다. 미국은 아프리카 대륙에서 식민지 지배를 포기 안하려는 포르투갈에 적대적인 입장을 취했으나 앙골라의 앙골라해방민족전선만 지원했다.

#### 카네이션 혁명
결국 이 전쟁은 1974년 포르투갈의 이스타두 노부 정권이 카네이션 혁명에 의해 붕괴됨으로써 종결된다. 이후 들어선 포르투갈 임시 정부는 포르투갈의 아프리카 식민지들에 대해 독립을 허용하고, 식민지 지역에 주둔하고 있는 포르투갈군의 철군을 단행했다. 그와 동시에 앙골라, 모잠비크, 기니비사우등 옛 포르투갈 식민지가 독립을 선언함으로써 포르투갈의 해외식민지는 1999년 중국으로 반환되는 마카오만이 유일하게 남게되었다.

## 같이 보기
- 카네이션 혁명
- 루소포비아
- 남아프리카 국경 전쟁
- 안토니우 헤이스

## 참고

### 내용주
1. ↑  1961년 고아 병합도 넓은 의미에서는 포르투갈 식민지 전쟁에 포함된다.
2. ↑  전체 사망자 중 약 72%인 6,338명이 포르투갈 본토 출신이었다.[52]
3. ↑  PAIGC는 기니비사우 독립 전쟁 당시 포르투갈군에 복무했던 아프리카계 군인들을 학살했다.[53]

### 참조주
1. ↑  《The New Encyclopaedia Britannica: Macropaedia : Knowledge in depth》 (영어). Encyclopaedia Britannica. 2003. ISBN 978-0-85229-961-6.
2. 1 2 3  Beit-Hallahmi, Benjamin. The Israeli connection: Whom Israel arms and why, pp. 63-64. IB Tauris, 1987.
3. ↑  THE BORDER WAR
4. ↑  Regional Orders: Building Security in a New World, 1997, p. 306.
5. ↑  Terror on the Tracks: A Rhodesian Story, 2011. Page 5.
6. ↑  “Afrikka” (PDF). 2018년 6월 19일에 원본 문서 (PDF)에서 보존된 문서. 2011년 5월 12일에 확인함.
7. ↑  Beit-Hallahmi, Benjamin (1987). 《Beit-Hallahmi, Benjamin. The Israeli Connection: Who Israel Arms and why. p. 64. "Though Israel was busy establishing ties with newly independent African nations in the 1960s, it did not support all forms of decolonization. When it came to Portugal's colonies, Israel was on the side of continuing European rule."》. Pantheon Books. ISBN 978-0-394-55922-3.
8. ↑  The Soviet Union and Revolutionary Warfare: Principles, Practices, and Regional Comparisons, 1988, pp. 117–118.
9. ↑  Amilcar Cabral: Revolutionary Leadership and People's War, 2002. Page 86.
10. ↑  Frontiersmen: Warfare In Africa Since 1950, 2002. Page 49.
11. ↑  Cuba: The International Dimension, 1990, pp. 155–157.
12. ↑  Cuba in the World, 1979, pp. 95–96.
13. ↑  Revolution and Chinese Foreign Policy: Peking's Support for Wars of National Liberation Peter van Ness, 1971. Page 143.
14. ↑  China and Africa: A Century of Engagement, 2012, p. 339.
15. ↑  The Flawed Architect:Henry Kissinger and American Foreign Policy, 2004, p. 404.
16. ↑  FNLA – um movimento em permanente letargia, guerracolonial.org (포르투갈어)
17. ↑  Algeria: The Politics of a Socialist Revolution, 1970, p. 164
18. ↑  Angola-Ascendancy of the MPLA
19. ↑  Culture And Customs of Mozambique, 2007. Page 16
20. ↑  Guerrilla Strategies: An Historical Anthology from the Long March to Afghanistan, 1982. Page 208.
21. ↑  Southern Africa in Transition, 1966, p. 171
22. ↑  Communism in Africa, 1980. Page 25.
23. ↑  Paraska Tolan-Szkilnik: Maghreb Noir: The Militant-Artists of North Africa and the Struggle for a Pan-African, Postcolonial Future, Stanford University Press, 2023.
24. ↑  Moscow's Next Target in Africa  by Robert Moss
25. ↑  FRELIMO. Departamento de Informação e Propaganda, Mozambique revolution, Page 10
26. ↑  Qaddafi: his ideology in theory and practice, 1986. Page 140.
27. ↑  Imagery and Ideology in U.S. Policy Toward Libya 1969–1982, 1988. Page 70.
28. ↑  Intercontinental Press, 1974. Page 857.
29. ↑  The Last Bunker: A Report on White South Africa Today, 1976. Page 122
30. ↑  Vectors of Foreign Policy of the Mozambique Front (1962-1975): A Contribution to the Study of the Foreign Policy of the People's Republic of Mozambique, 1988. Page 8
31. ↑  Southern Africa The Escalation of a Conflict : a Politico-military Study, 1976. Page 99.
32. ↑  Tito in the world press on the occasion of the 80th birthday, 1973. Page 33.
33. ↑  Mozambique, Resistance and Freedom: A Case for Reassessment, 1994. Page 64.
34. ↑  Liberalism, Black Power, and the Making of American Politics, 1965–1980. 2009. Page 83
35. ↑  United Front against imperialism:
China's foreign policy in Africa, 1986. Page 174
36. ↑  Portuguese Africa: a handbook, 1969. Page 423.
37. ↑  Selcher, Wayne A. (1976). “Brazilian Relations with Portuguese Africa in the Context of the Elusive "Luso-Brazilian Community"”. 《Journal of Interamerican Studies and World Affairs》 18 (1): 25–58. doi:10.2307/174815. JSTOR 174815.
38. 1 2 3  Miguel Cardina: The Portuguese Colonial War and the African Liberation Struggles: Memory, Politics and Uses of the Past, Taylor & Francis, 2023, p. 166. "Besides cooperation from Guinea-Conakry and Senegal, the movement [PAIGC] also received military and technical assistance, primarily from the Soviet Union, Czechoslovakia, East Germany, China and Cuba.
39. ↑  Tor Sellström: Sweden and National Liberation in Southern Africa: Vol 2, Solidarity and assistance 1970-1994, Nordiska Afrikainstitutet, 2002, p. 50.
40. ↑  “Changing Perceptions of India in the U.S. Congress”. Sga.myweb.uga.edu. 2009년 12월 10일에 원본 문서에서 보존된 문서. 2009년 11월 9일에 확인함.
41. 1 2  “International Reactions to Indian Attack on Goa – Soviet Veto of Western Cease-fire Resolution in security Council” (PDF). Keesing's Worldwide, LLC. 2022년 1월 12일에 원본 문서 (PDF)에서 보존된 문서. 2021년 9월 18일에 확인함.
42. ↑  Letter From President Ayub to President Kennedy 보관됨 18 12월 2017 - 웨이백 머신, Rawalpindi, 2 January 1962.
43. ↑  Hotel Tropico: Brazil and the Challenge of African Decolonization, 1950–1980 보관됨 14 4월 2023 - 웨이백 머신, Jerry Dávila, p. 108
44. ↑  Wright, Quincy (July 1962). “The Goa Incident”. 《The American Journal of International Law》 56 (3): 617–632. doi:10.2307/2196501. JSTOR 2196501. S2CID 147417854.
45. ↑  Rotter (2000), 185쪽
46. ↑  Keesing, Isaac (March 1962). “Keesing's Records of World Events” (PDF). 《Keesing's Records of World Events》 8: 18659.
47. 1 2  Fátima da Cruz Rodrigues: A desmobilização dos combatentes africanos das Forças Armadas Portuguesas da Guerra Colonial (1961-1974), 2013.
48. ↑  "Os anos da guerra 1961-1975, Os portugueses em África, crónica, ficção e história" (1988) by João de Melo, p.396
49. ↑  “Angola Army - History”.
50. ↑  Westfall, William C., Jr., United States Marine Corps, Mozambique-Insurgency Against Portugal, 1963–1975, 1984. Retrieved on 10 March 2007
51. ↑  Walter C. Opello, Jr.
Issue: A Journal of Opinion, Vol. 4, No. 2, 1974, p. 29
52. ↑  Campos, Ângela (2008년 11월 20일). “"We are still ashamed of our own History". Interviewing ex-combatants of the portuguese colonial war (1961-1974)”. 《Lusotopie. Recherches politiques internationales sur les espaces issus de l'histoire et de la colonisation portugaises》 (XV(2)): 107–126. doi:10.1163/17683084-01502006 – journals.openedition.org 경유.
53. ↑  PAIGC, Jornal Nô  Pintcha, 29 November 1980: In a statement in the party newspaper  Nô Pintcha (In the Vanguard), a spokesman for the PAIGC revealed that many of the ex-Portuguese indigenous African soldiers that were executed after cessation of hostilities were buried in unmarked collective graves in the woods of Cumerá, Portogole, and Mansabá.
54. ↑  Aniceto Afonso, Carlos de Matos Gomes: Guerra Colonial. Lisbon 2000, p. 528.
55. 1 2 3  Praval, Major K.C. (2009). 《Indian Army after Independence》. New Delhi: Lancer. 214쪽. ISBN 978-1-935501-10-7.
56. ↑  “The Liberation of Goa: 1961”. 2013년 11월 20일에 원본 문서에서 보존된 문서.
57. ↑  Castanheira, José Pedro (8 December 2001). "Passagem para a Índia" [Passage to India]. Revista. Expresso (in Portuguese) (Paço d'Arcos). Archived from the original on 8 December 2001. Retrieved 20 December 2015.
58. ↑  “Portugal Angola War 1961–1975”. Onwar.com. 2017년 9월 16일에 확인함.
59. 1 2  “Twentieth Century Atlas - Death Tolls”. 《users.erols.com》.
60. ↑  “Twentieth Century Atlas - Death Tolls”. 《users.erols.com》.
61. ↑  Azaredo, Carlos; Gabriel Figueiredo (translation) (2001년 12월 8일). “Passage to India – 18th December 1961”. 《Goancauses.com》. 2010년 12월 24일에 원본 문서에서 보존된 문서. 2010년 2월 20일에 확인함.
62. ↑  Mid-Range Wars and Atrocities of the Twentieth Century retrieved December 4, 2007
63. ↑  Tom Hartman, A World Atlas of Military History 1945–1984.
64. ↑  Clodfelter, Micheal (2017). 《Warfare and Armed Conflicts: A Statistical Encyclopedia of Casualty and Other Figures, 1492-2015》 (영어) 4판. McFarland. 561쪽. ISBN 978-0786474707.
65. ↑  “Portugal: Kolonien auf Zeit?”. 《Der Spiegel》 (독일어). 1973년 8월 13일.
66. ↑  《Consideration of Questions Under The Council's Responsibility For The Maintenance of International Peace and Security》 (PDF) 8. 유엔. 113, 170–72쪽.
67. ↑  Portugal Migration, The Encyclopedia of the Nations
68. ↑  Flight from Angola, The Economist (August 16, 1975).
69. ↑  Dismantling the Portuguese Empire, Time magazine (July 7, 1975).
70. ↑  Portugal – Emigration, Eric Solsten, ed, 1993. Portugal: A Country Study. Washington: GPO for the Library of Congress.
71. ↑  António Barreto, 2006, Portugal: Um Retrato Social
72. ↑  Stuart A. Notholt (Apr., 1998) Review: ‘The Decolonization of Portuguese Africa: Metropolitan Revolution and the Dissolution of Empire by Norrie MacQueen – Mozambique since Independence: Confronting Leviathan by Margaret Hall, Tom Young’ African Affairs, Vol. 97, No. 387, pp. 276–78, JSTOR 723274
73. ↑  Susan Rose-Ackerman, 2009, "Corruption in the Wake of Domestic National Conflict" in Corruption, Global Security, and World Order (ed. Robert I. Rotberg: Brookings Institution), p. 79.
74. 1 2  Mario de Queiroz, Africa–Portugal: Three Decades After Last Colonial Empire Came to an End, Inter Press Service (November 23, 2005).
75. ↑  Tim Butcher, As guerrilla war ends, corruption now bleeds Angola to death, The Daily Telegraph (30 July 2002)
76. ↑  "
앙골라에서는 상황이 잘 진행되고 있습니다. 독립 첫 해에 많은 진전을 이뤘습니다. 건설이 많이 이루어졌고 보건 시설도 개발되고 있습니다. 1976년에는 80,000톤의 커피를 생산했습니다. 교통 수단도 개발되고 있습니다. 현재 창고에는 여전히 200,000톤에서 400,000톤의 커피가 보관되어 있습니다. [앙골라 대통령 아고스티뉴] 네투와의 회담에서 우리는 [포르투갈] 식민주의 하에서 존재했던 경제 발전 수준을 달성하는 것이 절대적으로 필요하다는 점을 강조했습니다. 앙골라에서는 흑인 인종차별의 증거도 있습니다. 일부는 식민 지배자들에 대한 증오를 부정적인 목적으로 사용하고 있습니다. 앙골라에는 많은 물라토와 백인이 있습니다. 불행히도 인종차별 감정이 매우 빠르게 확산되고 있습니다."  카스트로가 호네커에게 전달한 1977년 남부 아프리카 일지 보고서, CNN
77. ↑  Reviewed Work(s): Counterinsurgency in Africa. The Portuguese Way of War 1961–1974 by John P. Cann  – A Guerra de África 1961–1974 by José Freire Antunes – Author of Review: Douglas L. Wheeler, Journal of Southern African Studies, Vol. 24, No. 1, Special Issue on Mozambique (Mar., 1998), pp. 240–243, JSTOR 2637458
78. ↑   보관됨 2008-10-31 - 웨이백 머신 Tiago Neves Sequeira (University of Beira Interior), CRESCIMENTO ECONÓMICO NO PÓS-GUERRA: OS CASOS DE ESPANHA, PORTUGAL E IRLANDA
79. ↑  “Acordo de Lusaka” [Lusaka Accord] (포르투갈어). Diário do Governo, Portugal. 1974. 2016년 2월 6일에 확인함.
80. ↑  Crocker, Chester A.; Osler Hampson, Fen; Aall, Pamela R. (2005). 《Grasping The Nettle: Analyzing Cases Of Intractable Conflict》. Washington D.C. 213쪽. ISBN 978-1929223619.

### 참고문헌
- Afonso, Aniceto and Gomes, Carlos de Matos, Guerra Colonial (2000) ISBN 972-46-1192-2
- Afonso, “A guerra e o fim do regime ditatorial” in J. Medina (1994), História de Portugal, Amadora, Ediclube
- Kaúlza de Arriaga – Published works of the General Kaúlza de Arriaga 보관됨 2021-03-02 - 웨이백 머신
- Becket, Ian et al., A Guerra no Mundo, Guerras e Guerrilhas desde 1945, Lisboa, Verbo, 1983
- Cann, John P, Counterinsurgency in Africa: The Portuguese Way of War, 1961–1974, Hailer Publishing, 2005
- Dávila, Jerry. "Hotel Tropico: Brazil and the challenge of African Decolonization, 1950–1980." Duke University Press, 2010. ISBN 978-0822348559
- Marques, A. H. de Oliveira, História de Portugal, 6ª ed., Lisboa, Palas Editora, Vol. III, 1981
- Jornal do Exército, Lisboa, Estado-Maior do Exército
- Mattoso, José, História Contemporânea de Portugal, Lisboa, Amigos do Livro, 1985, «Estado Novo», Vol. II e «25 de Abril», vol. único
- Mattoso, José, História de Portugal, Lisboa, Ediclube, 1993, vols. XIII e XIV
- Oliveira, Pedro Aires. 2017. "Decolonization in Portuguese Africa." in The Oxford Research Encyclopedia of African History.
- Pakenham, Thomas, The Scramble for Africa, Abacus, 1991 ISBN 0-349-10449-2
- Reis, António, Portugal Contemporâneo, Lisboa, Alfa, Vol. V, 1989;
- Rosas, Fernando e Brito, J. M. Brandão, Dicionário de História do Estado Novo, Venda Nova, Bertrand Editora, 2 vols. 1996
- Telepneva, Natalia. 2022. Cold War Liberation: The Soviet Union and the Collapse of the Portuguese Empire in Africa, 1961–1975. University of North Carolina Press.
- Vários autores, Guerra Colonial, edição do Diário de Notícias